# تپه علی‌آباد ازنا
تپه علی‌آباد ازنا مربوط به هزاره ۵ تا ۳ قبل از میلاد - عصر آهن - سده‌های میانه دوران‌های تاریخی پس از اسلام است و در شهرستان خرم‌آباد، بخش مرکزی، دهستان ازنا سکوند، روستای علی‌آباد واقع شده و این اثر در تاریخ ۲۸ اسفند ۱۳۸۵ با شمارهٔ ثبت ۱۸۵۵۷ به‌عنوان یکی از آثار ملی ایران به ثبت رسیده است.